# Nicolás Borsellino
Nicolás Borsellino (Montevideo, 8 de mayo de 1986) es un baloncestista uruguayo que juega en la posición de ala-pívot. Ha representado a su país en diversos torneos internacionales.

## Trayectoria

### Clubes
| Club                  | País      | Año             |
| --------------------- | --------- | --------------- |
| Malvín                | Uruguay   | 2003 - 2005     |
| Capurro               | Uruguay   | 2005            |
| Malvín                | Uruguay   | 2005 - 2008     |
| Capurro               | Uruguay   | 2008            |
| Malvín                | Uruguay   | 2008 - 2009     |
| Urunday Universitario | Uruguay   | 2009            |
| Malvín                | Uruguay   | 2009 - 2013     |
| Hebraica y Macabi     | Uruguay   | 2013 - 2014     |
| Aguada                | Uruguay   | 2014 - 2015     |
| Trouville             | Uruguay   | 2015 - 2016     |
| Biguá                 | Uruguay   | 2016 - 2018     |
| Unión de Santa Fe     | Argentina | 2018            |
| Goes                  | Uruguay   | 2018 - 2020     |
| Peñarol               | Uruguay   | 2021 - 2023     |
| Municipal Puente Alto | Chile     | 2023            |
| Larrañaga             | Uruguay   | 2023            |
| Peñarol               | Uruguay   | 2023            |
| Larrañaga             | Uruguay   | 2024 - Presente |

## Selección nacional
Borsellino integró la selección de baloncesto de Uruguay en numerosas ocasiones, tanto en su versión juvenil como en su versión absoluta.
Jugó cinco ediciones del Campeonato FIBA Americas (2005, 2009, 2011, 2015 y 2017) y tres del Campeonato Sudamericano de Baloncesto (2006, 2012 y 2014), además de haber competido en la Copa Oscar Moglia de 2009, el torneo de baloncesto masculino de los Juegos Panamericanos de 2011 y el Torneo Preolímpico FIBA 2020.
Asimismo fue miembro de la selección de baloncesto 3x3 de Uruguay en tres ocasiones: la primera en la Copa Mundial de Baloncesto 3x3 de 2014 -en la que su equipo terminó decimotercero-, la segunda los Juegos Suramericanos de 2018 -donde los uruguayos obtuvieron la medalla de oro- y la tercera en los Juegos Panamericanos de 2023 -que tuvo a Uruguay como el quinto mejor equipo de la competencia-. 

## Vida privada
Borsellino es contador público, graduado de la Universidad de la República.